# Zilwaukee
Ne doit pas être confondu avec Milwaukee.
Zilwaukee est une ville du comté de Saginaw, dans l'État du Michigan, aux États-Unis.
La ville est fondée en 1848 par Daniel et Solomon Johnson, deux frères de New York, lorsqu’ils y ont construit une scierie. Officiellement établie dix ans plus tard, les Johnson lui donnent le nom de « Zilwaukee » à dessein pour amener les gens à le confondre avec la ville de Milwaukee, dans le Wisconsin, dans l'espoir d'attirer des colons.

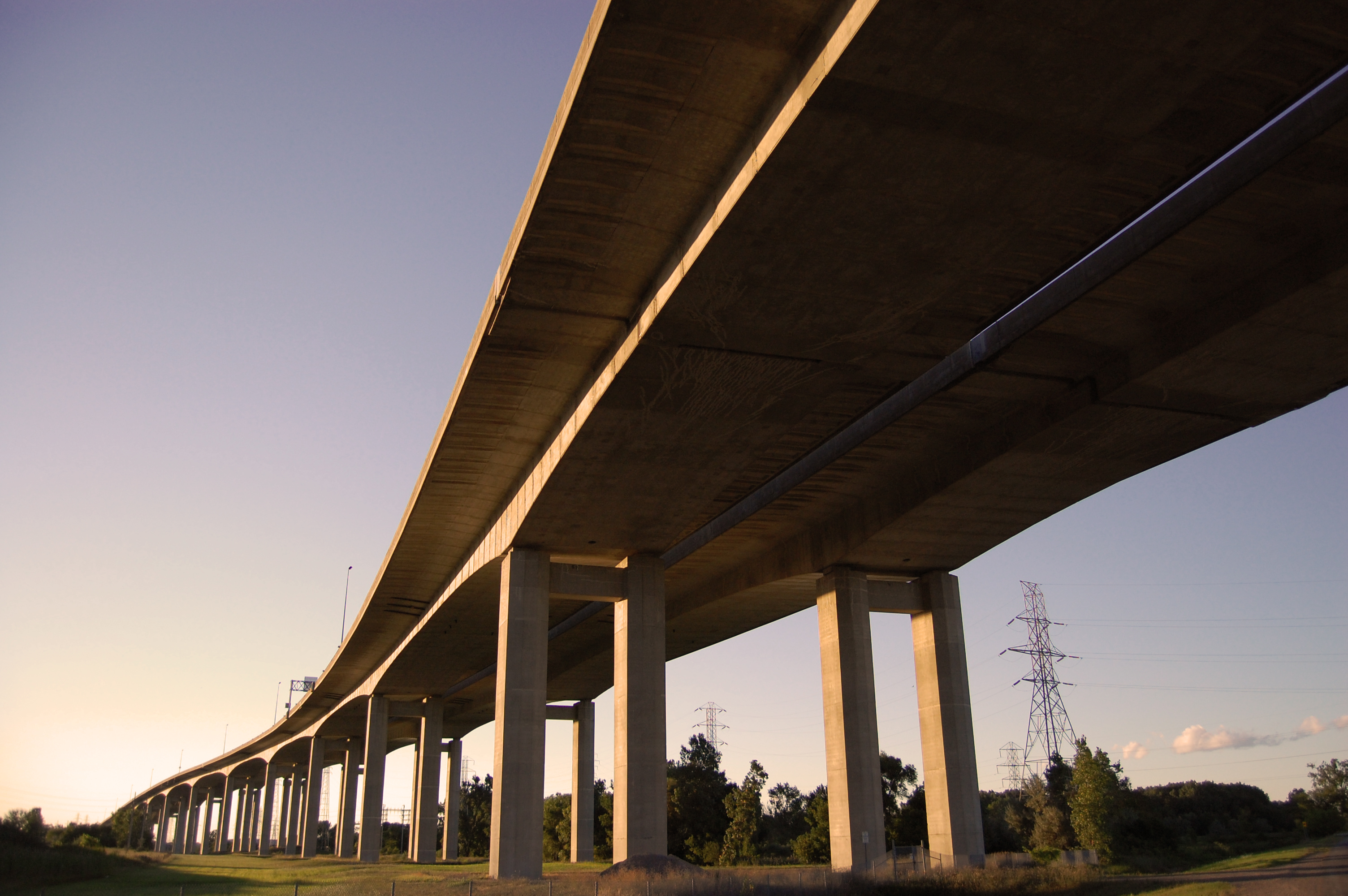
Pont de Zilwaukee au coucher du soleil

Le Zilwaukee Bridge (en) y est situé.